# K 5BB

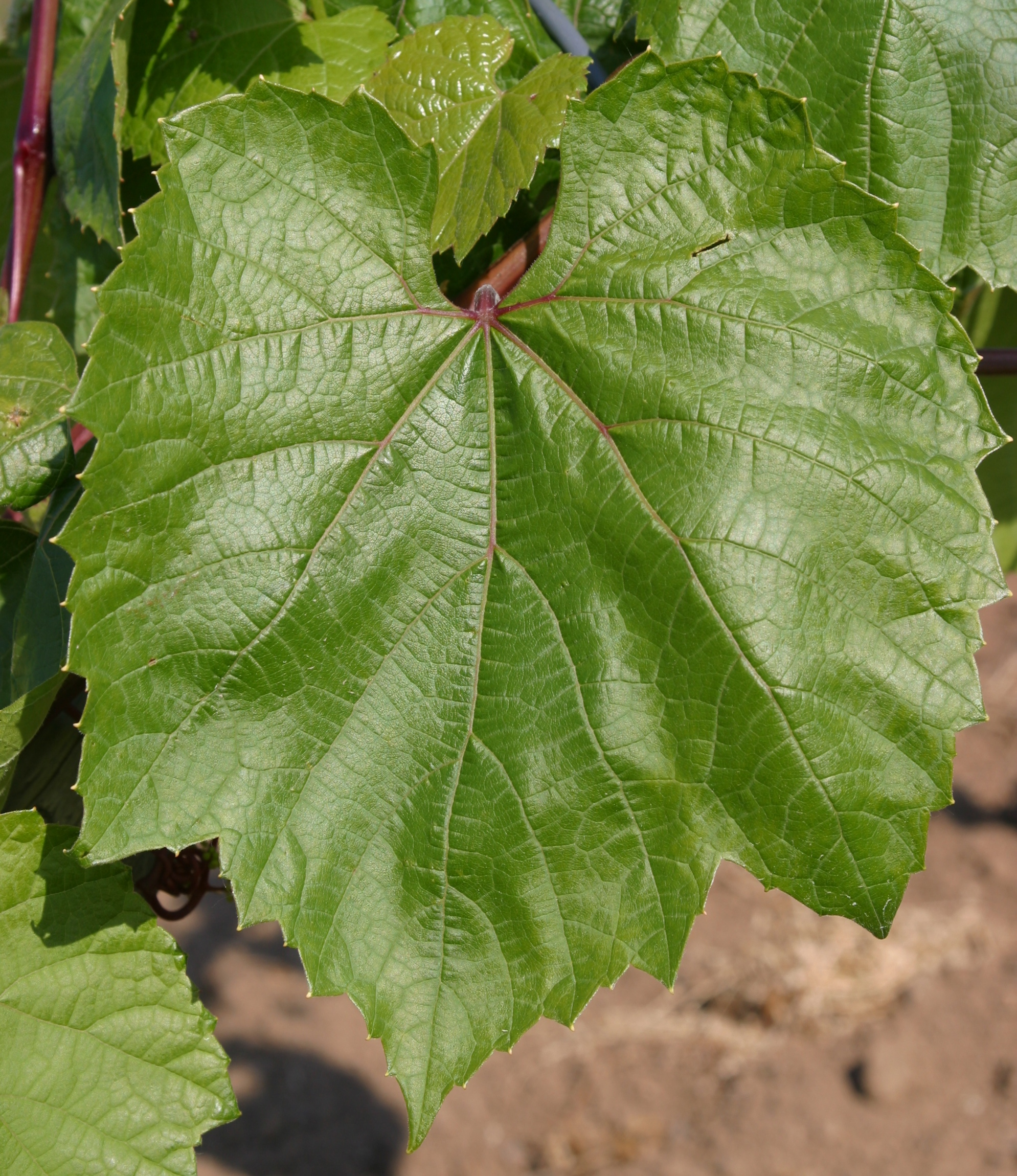
Listy révy Kober 5BB

Berlandieri × Riparia Kober 5BB (zkratka K 5BB) je odrůda révy, speciálně vyšlechtěná jako podnož, interspecifický kříženec (též hybridní odrůda, mezidruhové křížení, PiWi odrůda) Vitis berlandieri × Vitis riparia. Konečná selekce této podnožové odrůdy révy byla provedena roku 1904 v rakouském Klosterneuburgu.
Vitis berlandieri je původní druh révy, pocházející z jižní části severoamerického kontinentu, divoce rostoucí především v Texasu, v Novém Mexiku a v Arkansasu. Je znám především svou tolerancí vůči vysokému obsahu vápníku v půdě. Když evropské vinice koncem 19. století napadl révokaz, zavlečený z Ameriky a bylo nutné začít roubovat evropské odrůdy původu Vitis vinifera na americké podnože, bylo zpočátku obtížné najít révu, která by dobře prospívala v půdách, bohatších na vápník. To Vitis berlandieri sice splňuje, ale na druhé straně se špatně přizpůsobuje roubování. Proto se různé podnože, odolné révokazu a tolerantní vůči obsahu vápníku v půdě, vyrábí křížením druhů Vitis berlandieri a Vitis riparia, někdy s podílem genů Vitis rupestris nebo Vitis vinifera.
Vitis riparia je původní druh révy, rozšířený na východním pobřeží severoamerického kontinentu od kanadské provincie Québec do Texasu, ale divoce rostoucí i v některých vnitrozemských státech, jako například Montana, Severní Dakota či Nebraska. Je to odolná a dlouhověká rostlina, schopná dosáhnout až do vrcholků nejvyšších stromů. Její tmavomodré plody byly používány již původními obyvateli Ameriky k výrobě želé, džemu a pravděpodobně i alkoholických nápojů. Výhodou tohoto druhu révy při šlechtění podnoží je vysoká odolnost vůči mrazu, houbovým chorobám, tolerance vůči révokazu a přizpůsobivost různým půdním typům. Geny Vitis riparia nese i poměrně značné množství hybridních moštových odrůd.

## Popis
Podnožová odrůda révy Berlandieri × Riparia Kober 5BB je dvoudomá dřevitá pnoucí liána, dorůstající v kultuře až několika metrů. Kmen tloušťky až několik centimetrů je pokryt světlou borkou, která se loupe v pruzích. Úponky révy umožňují této rostlině pnout se po pevných předmětech. Růst je velmi bujný (až 4–5 m ročně). Včelka je fialově červená, šedavě ochmýřená. Vrcholek letorostu je polovzpřímený až ohnutý, středně silně až silně ochmýřený, zelený s bronzově červeným nádechem, s bronzovými až narůžovělými okraji. Letorost je tmavě zelený s červenofialovým nádechem na osluněné straně, mírně ochmýřený. Jednoleté réví je středně silné, mírně zploštělé, s dlouhými internodii (14–15 cm), šedohnědé barvy, očka jsou malá, ostře vystouplá.
Mladé listy jsou takřka nečleněné, zelené s bronzovým nádechem, na líci jemně, na rubu středně silně ochmýřené. List je tmavozelený, středně velký až velký, okrouhlý až lehce protáhlý do délky, hladký až slabě puchýřnatý, silný a kožovitý, nečleněný až třílaločnatý s mělkými výkroji, s ostrými špičkami laloků, řapíkový výkroj je ve tvaru „V“ až široké „U“, někdy lyrovitý, široce otevřený, žilnatina v okolí řapíku je načervenalá, řapík je kratší než střední žíla listu, tmavozelený s vínově červeným odstínem.
Květenství je řídké. Jednopohlavní (gynoidní) pětičetné květy v hroznovitých květenstvích jsou žlutozelené, potřebují k opylení pyl z jiných odrůd. Hrozen je malý, válcovitě kuželovitý, volný, bobule jsou malé, kulaté, černé s nádechem do modra. Semena jsou malá, v dužině jsou 3–4.

## Původ a rozšíření
Berlandieri × Riparia Kober 5BB je odrůda révy, speciálně vyšlechtěná jako podnož, interspecifický kříženec Vitis berlandieri × Vitis riparia. Odrůdu vyselektoval roku 1904 Franz Kober v rakouském Klosterneuburgu z materiálu maďarského šlechtitele Sigmunda Telekiho. Telekimu zaslal semenáčky v roce 1886 Francouz Resseguier, který je autorem křížení.
Podnož patří k nejrozšířenějším v severních vinohradnických oblastech. Nejvíce je používána v Rakousku, Německu, Maďarsku a na Slovensku. Do Státní odrůdové knihy České republiky byla odrůda zapsána roku 1979. V ČR byla roku 2010 vysazena na 13 ha podnožových vinic, které byly průměrného stáří 14 let, je tak stále nejčastěji používanou podnoží u nás. Udržovatelem odrůdy v ČR je Ampelos – Šlechtitelská stanice vinařská Znojmo.

## Název
Název odrůdy vznikl kombinací názvů obou rodičovských druhů révy. Používané synonymum Kober 5BB je pracovním názvem odrůdy, odvozeným od jména šlechtitele, který jako poslední odrůdu selektoval. Další, lokálně používaná synonyma jsou Кобер 5ББ, Берландиери × Рипариа Кобер 5ББ, 5ББ (Rusko), 5 BB, 5 BB Selection Kober, Berlandieri × Riparia Kober 5BB, Berlandieri × Riparia T-K 5 BB, K 5BB, Kober, Kobera 5BB, Kobrovka, Selektsii Kobera, Teleki 5 BB.

## Pěstování
Vegetační cyklus od rašení do opadu listů je 180 dní při sumě aktivních teplot (SAT) 3250 °C. Réví vyzrává na 80 %. Růst je velmi bujný, naštěpované odrůdy na ni rostou též velmi bujně až bujně. Zakořeňování je velmi dobré, kořenový systém hluboce proniká do půdy, je dobře rozvětvený. Odolnost vůči mrazu je zvýšená (až −27 °C), kořenový systém ale odolává mrazům pouze průměrně, jako u podnože Cr 2. Odolnost vůči suchu je střední až vyšší, odolnost vůči houbovým chorobám a révokazu na kořenech je dobrá, na listech průměrná, proti háďátkům velmi dobrá. Podnož je používána zejména pro vyšší tvary jednotlivých vedení, nebo pro střední vedení na horších půdách.

### Půdy
Odolnost proti vyššímu obsahu vápníku je na sušších půdách dostatečná, snáší zde přibližně do 10 % aktivního Ca v půdě, jinak je spíše průměrná. Podnož je vhodná do méně výživných, spíše kyselých skeletových půd (avšak nesnáší extrémní sucho), kde je brzděn její bujný růst. Intenzívně roste na lehčích, mírně vlhkých, hlinitých a sprašových půdách. Na příliš vyhnojených půdách z nich přednostně odebírá dusík a fosfor na úkor draslíku a hořčíku, což může vést k nevyrovnané výživě keře, proto se na příliš hnojených půdách v minulosti její význam snižoval. Nevyhovují ji půdy zasolené.

### Využití
Afinita k odrůdám Vitis vinifera je dobrá. Tato podnož výrazně zvyšuje růst výhonků a má pozitivní vliv na zvýšení výnosů v důsledku zvýšení průměrné hmotnosti hroznů a bobulí, ale snižuje kvalitu plodů a též zapříčiňuje určité zpoždění v době zrání. Podnož je vhodná pro plodné odrůdy nepříliš bujného růstu, které nemají sklon ke sprchávání květenství, například Ryzlink vlašský, Müller Thurgau, Modrý Portugal, André a odrůdy skupiny Pinot, omezeně ji lze použít pro Ryzlink rýnský či Veltlínské zelené, není vhodná pro Neuburské, Veltlínské červené rané a Sauvignon.

### Multimédia
- Ing. Radek Sotolář: Multimediální atlas podnožových, moštových a stolních odrůd révy, Mendelova zemědělská a lesnická universita Brno, zahradnická fakulta v Lednici
- Martin Šimek: Encyklopédie všemožnejch odrůd révy vinné z celýho světa s přihlédnutím k těm, co již ouplně vymizely, 2008–2012